# Gajaladinne, Kolar
Gajaladinne là một làng thuộc tehsil Kolar, huyện Kolar, bang Karnataka, Ấn Độ.